# Burg Gemünden (Wohra)
Die Burg Gemünden ist eine abgegangene Wasserburg und Stadtburg im Südwesten des alten Ortskerns der Stadt Gemünden (Wohra) im nordhessischen Landkreis Waldeck-Frankenberg. Sie befand sich auf einer leichten Anhöhe innerhalb der ehemaligen Ortsbefestigung südlich der Stadtkirche. Heute erinnern nur noch geringe Mauerreste und die Straßennamen „Zur Burg“ und „Hofstraße“ an die ehemalige Burg.

## Geschichte
Gemünden war Besitz der Grafen von Ziegenhain als Lehen des Stifts Hersfeld und sie ließen dort um die Mitte des 13. Jahrhunderts eine Burg errichten, um den nordwestlichen Rand ihrer Grafschaft gegen die Landgrafschaft Hessen und Kurmainz zu sichern. Zur Baugeschichte und zum Aussehen der von Mauer und Graben umgebenen mittelalterlichen Burg ist praktisch nichts bekannt.
Ziegenhainische Burgmannen sind seit dem 13. Jahrhundert in Gemünden nachgewiesen. So findet sich zum Beispiel 1286 die Beurkundung Widekind von Kesebergs anlässlich seiner Berufung zum Burgmann in Gemünden, 1347 die Nennung des Ditmar von Lindenborn als Burgmann und 1356 nochmals Ditmar von Lindenborn und ein Ditmar Klaur.

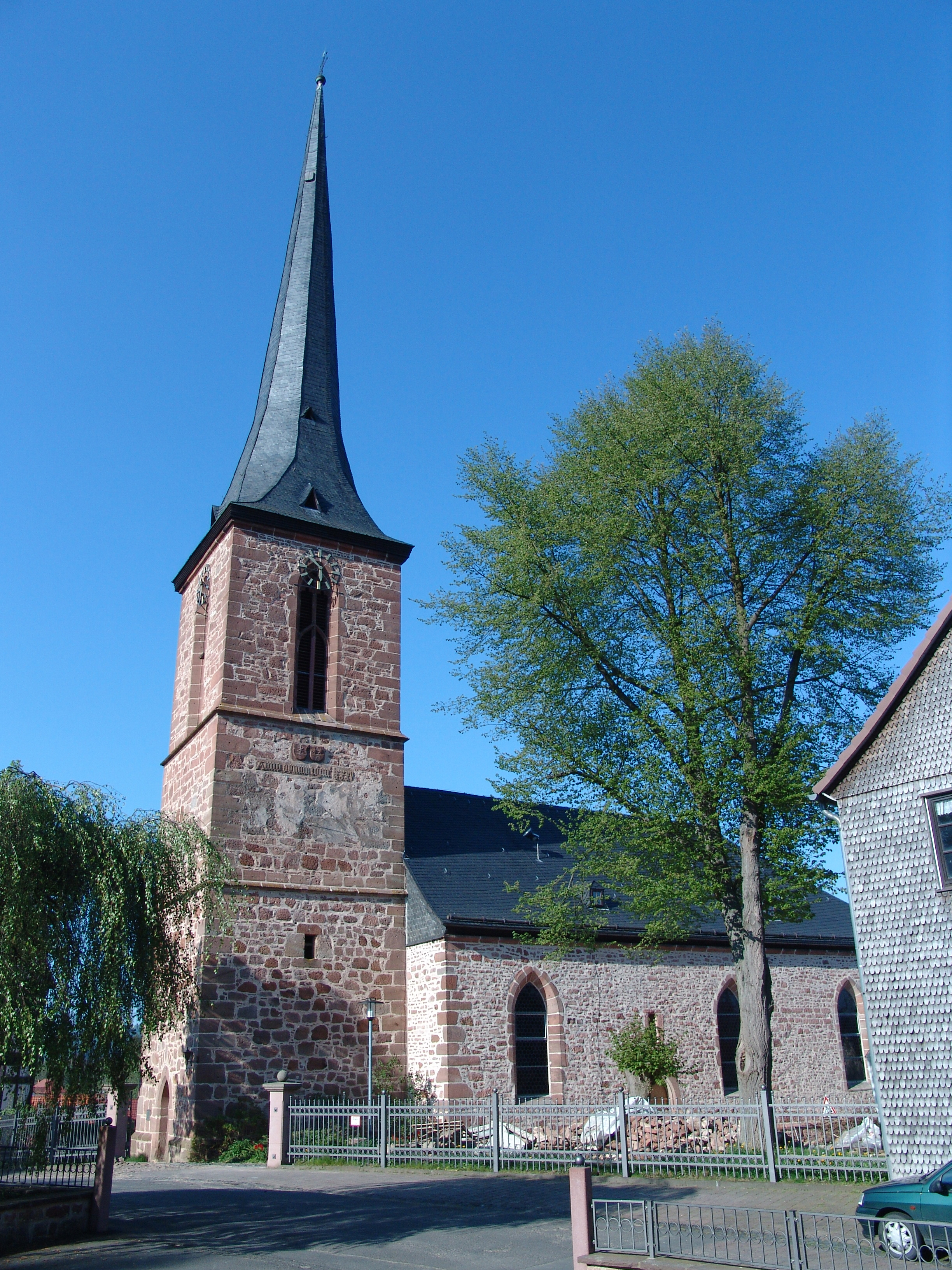
Südlich der Stadtkirche lag die abgegangene Burg. Ein Allianzwappen der Ziegenhainer ist am Turm der Kirche angebracht.

Im Dezember 1382 verkaufte Graf Gottfried VIII. das Amt und den gräflichen Hof in Gemünden für 200 Gulden an Godebrecht und Jutta von Linsingen, allerdings mit unbefristetem Wiederkaufsrecht; die Burg war bei diesem Geschäft nicht eingeschlossen. 1392 verkaufte Gottfried VIII., zusammen mit seiner Frau Agnes und seinen Erben, die Burg und Stadt Gemünden sowie die Dörfer und Gerichte Josbach, Heimbach und Hertingshausen für 1.801 Gulden an Thile von Falkenberg, wiederum mit unbefristetem Wiederkaufsrecht. Als Gottfrieds Witwe Agnes und sein Sohn und Nachfolger Engelbert III. im Februar 1397 bestimmten, dass künftig in Gemünden nur in zwei Brauhäusern gebraut werden durfte und der Überschuss des Brauzinses, der Abgabe zur Ausübung des Braurechts, zu Reparaturen an der Burg zu verwenden seien, scheint die Burg wieder gräflicher Besitz gewesen zu sein.
Der letzte Graf von Ziegenhain und Nidda, Gottfrieds zweiter Sohn Johann II., sah sich nach den entscheidenden Siegen des hessischen Landgrafen Ludwig I. im Mainzisch-Hessischen Krieg über Kurmainz im Juli und August 1427 gezwungen, im Juni 1428 einen Schutzvertrag mit dem Landgrafen abzuschließen, womit er sich praktisch in hessische Abhängigkeit begab. Johann blieb kinderlos. 1437 trug er seine beiden Grafschaften dem Landgrafen zu Lehen auf und nach seinem Tod im Jahre 1450 zog Landgraf Ludwig sie und damit auch Burg und Stadt Gemünden als erledigtes Lehen ein. Damit verlor die Burg ihre strategische Bedeutung und wurde dem langsamen Verfall preisgegeben.
Landgräflicher Amtmann im Amt Gemünden war zunächst (mindestens seit 1452) Gottfried Schleier und das Amt blieb bis zu deren Aussterben 1635 in der Familie. Hartmann Schleier, wohl ein Enkel, ist im Jahre 1504 als Amtmann zu Gemünden bezeugt. Hartmanns Enkel, ebenfalls Hartmann genannt, war mindestens von 1533 bis 1540 Amtmann und Pfandherr in Gemünden.
Die Amtmänner residierten wohl schon bald nicht mehr in der Burg, sondern im Herrenhaus der im 16. Jahrhundert auf dem Burgareal errichteten Hofanlage, dem sogenannten Burggut. Die Umfassungsmauer der Burg wurde 1521 als baufällig bezeichnet, und 1556 wurde die gesamte Burg im Salbuch als verfallen angeführt; ihre Reste verschwanden im Verlauf des 17. und 18. Jahrhunderts, vermutlich um als Baumaterial an anderer Stelle zu dienen.